# 萬家燈火 (1948年電影)
萬家燈火是一部於1948年上映的中国大陆黑白电影，該電影由沈浮执导，上官雲珠、吴茵、马兰等人主演。昆侖影業公司出品。 該電影以第二次世界大戰結束後的上海為背景。